# Астроном (історик)
Астро́ном (лат. Astrónomus; помер після 842 року) — історично закріплене ім'я анонімного автора «Життя імператора Людовика» (лат. Vita Hludowici imperatoris). Ім'я автора пов'язано з його особливою зацікавленістю астрономією і його безумовним авторитетом при дворі імператора Людовика I Благочестивого при тлумаченні небесних явищ.
Про те, ким був автор «Життя імператора Людовика», йдуть довгі суперечки. Пропонуються ряд кандидатів, проте жодна з гіпотез не задовольняє всій сумі даних, що повідомляються автором про себе. Проаналізувавши працю автора, історики з'ясували, що той, ймовірно, походив з німецьких областей Франкської держави, і що не пізніше 814 року він потрапив до двору імператора Людовика I, і що він був кліриком і перебував при дворі Людовика, а потім його сина Карла II Лисого принаймні до листопада 842 року. Він був членом імператорської капели, мав пізнання в астрономії, медицині, знав античних авторів і мав доступ до державних архівів.
Праця «Життя імператора Людовика», написана цим автором — єдиний повний життєпис цього монарха. Цей твір поєднує в собі риси анналів і панегірика. При написанні своєї праці, автор використовував ряд джерел, в тому числі й тих, що не збереглися до наших днів. Незважаючи на це, він часто помиляється в хронології та географії. Твір Астронома умовно складається з 3-х частин, з яких перша частина включає глави 3-20 і описує правління Людовика Благочестивого в Аквітанії протягом 778-814 років, власне ця частина і є найціннішою. Саме в першій частині є єдиний досить повний опис історії Аквітанії в цей період. Вона базується на втрачених записках ченця Адемара, а також на праці Ейнхарда «Життя Карла Великого». Друга частина включає глави 23-43 і описує події протягом 814-830 років та заснована на «Анналах королівства франків» з невеликими доповненнями і є найменш цінною, оскільки наявне збережене першоджерело. Третя частина включає глави 44-64 і описує події протягом 830-840 років та складена автором за власними спостереженнями. Весь твір автора написано з метою прославлення імператора Людовика, який для автора є прикладом християнського монарха. З цією метою автор, при всій ретельності викладу подій, опускає ті моменти, які можуть зашкодити репутації імператора в очах читачів, як то наприклад, обходить мовчанням жорстокість, проявлену Людовиком по відношенню до короля Італії Бернарда. В цілому, «Життя імператора Людовика» є одним з найцінніших джерел з історії Франкської держави кінця VIII - першої третини IX сторіч.

## Видання
- MGH. SS. T.2. P. 604—648 MGH (старое издание) (лат.)
- Vita Hludowici imperatoris // MGH. Scriptores rerum Germanicarum in usum scholarum separatim edit 64: Thegan, Die Taten Kaiser Ludwigs (Gesta Hludowici imperatoris). Astronomus, Das Leben Kaiser Ludwigs (Vita Hludowici imperatoris). Herausgegeben und ubersetzt von Ernst Tremp. Hannover, 1995. MGH (новое издание)[недоступне посилання з лютого 2019] (нім.)
- Аноним. Жизнь императора Людовика. С. 35—94 // Историки эпохи Каролингов / ответственный редактор Сидоров А. И. — М.: РОССПЭН, 1999. — 287 с. — ISBN 5-86004-160-8 Предисловие [Архівовано 19 квітня 2008 у Wayback Machine.]; Главы 1—34 [Архівовано 19 квітня 2008 у Wayback Machine.]; Главы 35—64 [Архівовано 1 квітня 2012 у WebCite]